# U-Bahn-Station Ober St. Veit
Ober St. Veit is een metrostation in het district Hietzing van de Oostenrijkse hoofdstad Wenen. Het station werd geopend op 1 juni 1898 en wordt bediend door lijn U4.
Het station is genoemd naar de vroegere voorstad Ober Sankt Veit, die ten zuiden van het station ligt. 
Het station ligt in een tunnelbak tussen de Wien en de drukke Hietzinger Kai. De twee toegangen liggen boven de respectievelijke perroneinden bij de St. Veiterbrug aan de westkant en de Preindlsteg aan de oostkant. 

## Stadtbahn

### Stoom
Het station dat in opdracht van de Commission für Verkehrsanlagen in Wien werd gebouwd was onderdeel van de Wientallinie van de Stadtbahn. Het stationsgebouw werd in mei 1896 opgeleverd . Het eerste deel van de Wientallinie werd op 1 juni 1898 geopend tussen Meidling Hauptstraße en Hütteldorf-Hacking met onderweg een station bij Ober St. Veit met alleen een stationsgebouw aan de westzijde.
In de eerste plannen voor de Stadtbahn werd de naam Wiengasse gebruikt voordat de naam Ober St. Veit werd toegekend.

### Elektrisch
Na de Eerste Wereldoorlog lag de Stadtbahn geruime tijd stil totdat de Stadtbahn in 1925 werd heropend met elektrische tractie. Het door Otto Wagner ontworpen stationsgebouw liep in de Tweede Wereldoorlog nauwelijks schade op en kon na enkele reparaties weer gebruikt worden. 

## Metro
Op 26 januari 1968 werd besloten om een metronet aan te leggen waarbij de Wientallinie en de Donaukanallinie zouden worden omgebouwd tot lijn U4. De ombouw tot metro vond plaats tussen 1976 en 1981. Het betekende dat werd omgeschakeld van links- naar rechtsrijdend en, behalve het stationsgebouw van Otto Wagner, werd  het station ingericht in de stijl van de Architektengruppe U-Bahn, met witte panelen en biezen in de lijnkleur. De blokpost bij het station werd gesloopt. In 1977 werd ook begonnen met de bouw van een onderstation voor de stroomvoorziening van de metro tussen Hietzing en Hütteldorf. Het bestaat uit een kabelruimte van gewapend beton die op de oorspronkelijke keermuren is gebouwd en daarop een staalconstructie voor de besturings- en stroomvoorzieningssystemen. 
In het stationsgebouw zelf werden de sanitaire voorzieningen en de tabakswinkel  opgeknapt en werd de loketruimte omgebouwd tot een onderhoudsruimte voor automaten, een schoonmaakruimte, een afvalkamer en een zand- en zoutmagazijn. De metrodienst ging op 20 december 1981 van start, pas op 21 december 2001 werd aan de oostkant van het station, bij de  Preindlsteg, een toegang met liften geopend naast het onderstation.

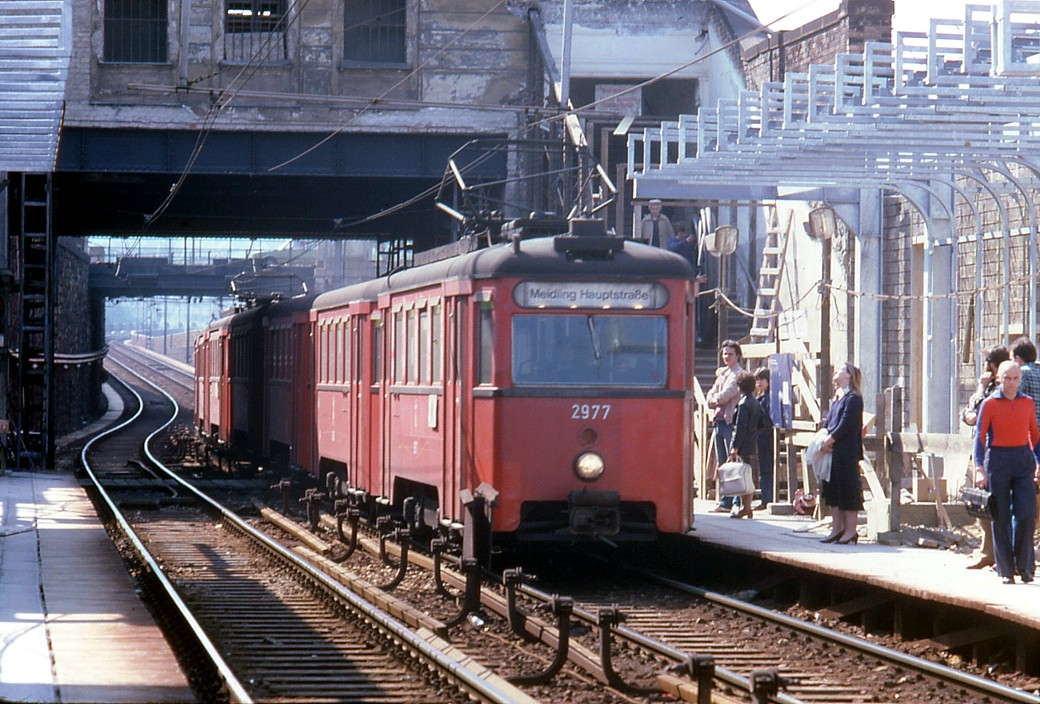
Het station in 1981 tijdens de ombouw tot metrostation.
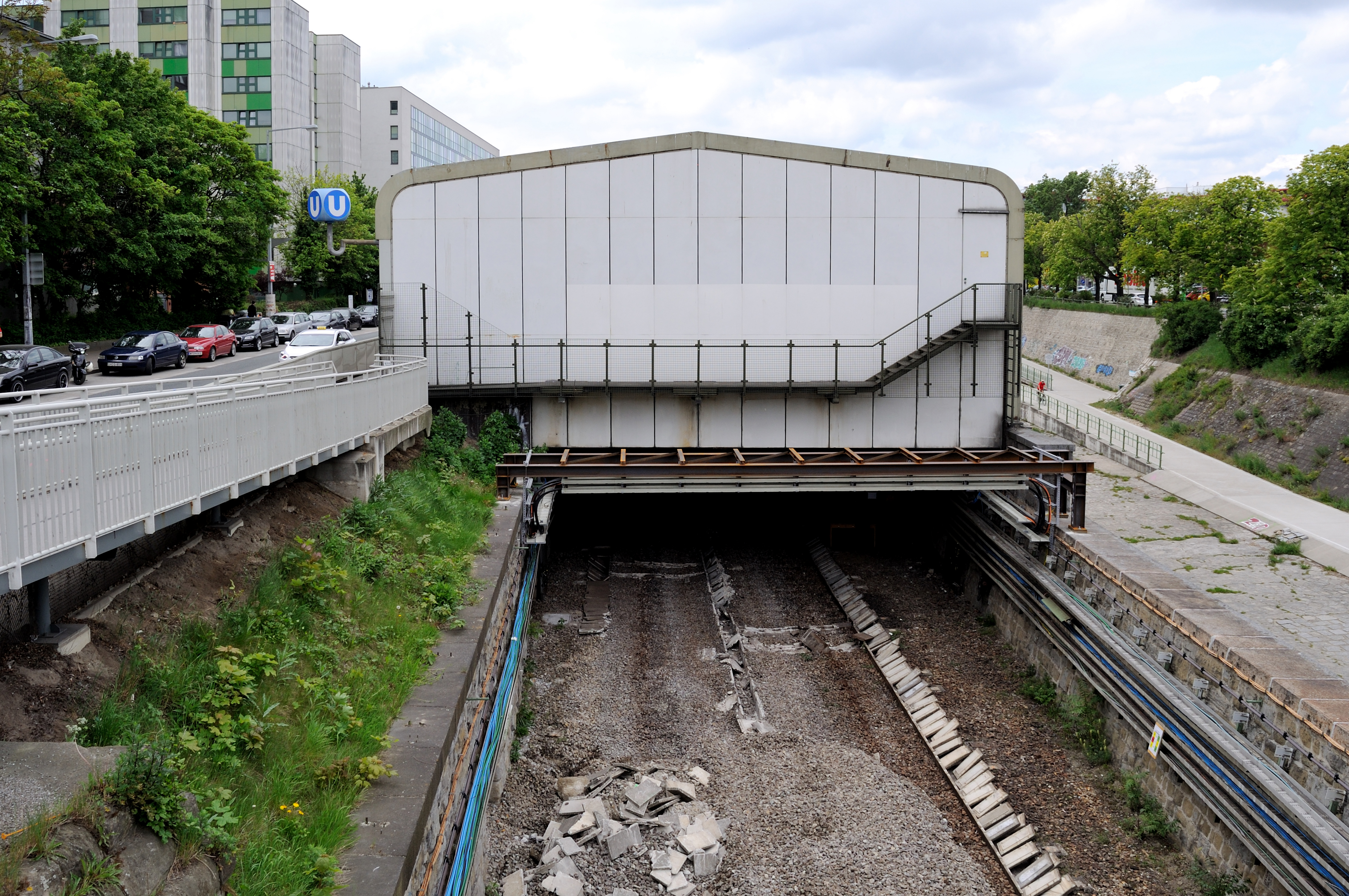
Het onderstation boven de tunnelbak op 10 mei 2016 tijdens de spoorvernieuwing.
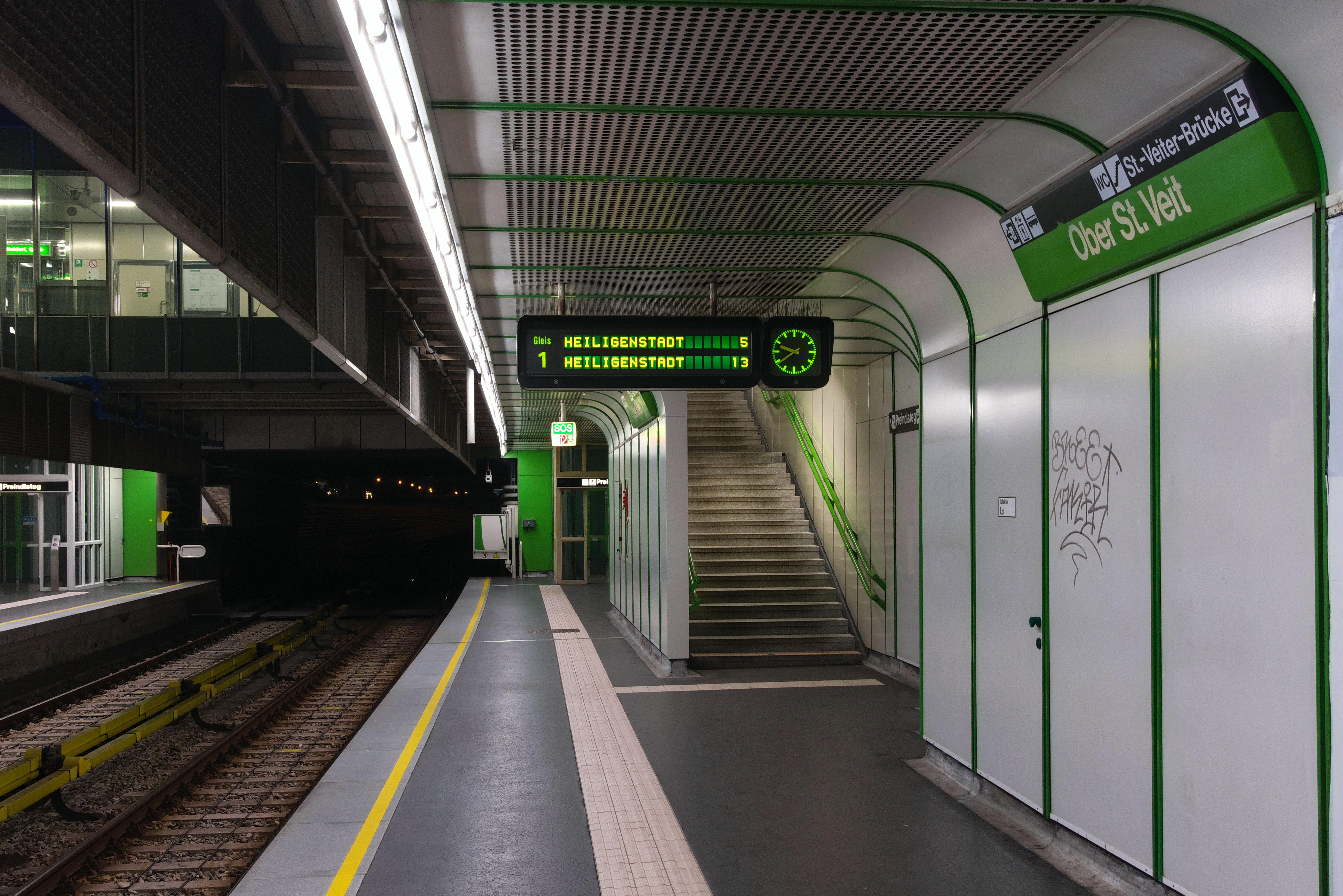
Het perron aan de kant van de Preindlsteg.

- Virtual International Authority File: 155685689